# Cao Guojiu
Cao Guojiu (c.t. : 曹國舅 ; pinyin : cáo guó jiù ; EFEO : T'sao Kouo-kieou ; W.G. : Ts'ao Kuo-ch'iu), « oncle impérial Cao », est le membre le moins ancien du groupe des Huit immortels du taoïsme. Certaines sources en font un frère cadet de l’impératrice Cao (曹太后 cáo tàihòu ; 1015-1079), femme de Renzong (仁宗) (1022-1063) des Song. En réaction à la conduite de son frère Cao Jingzhi (曹景植) qui aurait profité de sa situation sociale pour commettre impunément des crimes, et après avoir selon certaines versions été un moment son complice, il aurait décidé de se retirer du monde pour cultiver le Dao. Lü Dongbin et Zhongli Quan lui auraient donné l’élixir magique le rendant immortel.
Il est représenté avec deux tablettes hu (笏) de jade, insigne tenu par les fonctionnaires venus rencontrer l'empereur ; elles sont quelquefois interprétées comme des castagnettes qui lui valent son rôle de patron des acteurs.
S’il s'agit bien du frère de l’impératrice Cao, il aurait eu pour nom Cao Yi (曹佾) ; d'autre noms proposés dans les hagiographies d’immortels sont Cao Jing (曹景), Cao Jingxiu (曹景休) ou Cao You (曹友) dans Le Voyage en Orient (東遊記).